# 大阪市電上本町線
上本町線（うえほんまちせん）は、かつて上本町二丁目停留場と天王寺西門前停留場間を結んでいた大阪市電の軌道路線である。ほとんどが上町筋上を走っていた。

## 路線データ
- 起点：上本町二丁目停留場
- 終点：天王寺西門前停留場
- 路線距離：2.832km
- 軌間：1435mm
- 停留場数：7（起終点含む、廃止時点）
- 複線区間：全線
- 電化方式：直流600V

## 歴史
大阪市電の第三期線の1つとして、1910年12月3日に玉造線上本町二丁目駅から上本町四丁目の仮駅間と、上本町五丁目駅から西道頓堀天王寺線天王寺西門前駅までの2区間がそれぞれ開業。約2ヶ月後の1911年1月29日に上本町四丁目仮駅から上本町五丁目駅の間が開通し、全線開業。
本路線を走る系統はすべて、同じく上町筋上にある大手前上本町線も走っていた。
大阪市電廃止の流れの中で、東野田沢上江町線、大手前上本町線と合わせて、都島本通駅から天王寺西門前駅まで大阪市中心部を南北に貫く路線として最後まで残ったが、1968年12月18日に前述の2路線とともに廃止された。

### 年表
- 1910年（明治43年）12月3日：上本町二丁目停留場 - 上本町四丁目仮停留場間（0.5km）、上本町五丁目停留場 - 天王寺西門前停留場間（2.1km）が開業。
- 1911年（明治44年）1月29日：上本町四丁目仮停留場 - 上本町五丁目停留場間（0.2km）が開業し、全線開通。上本町四丁目駅仮停留場廃止。
- 1944年（昭和19年）6月1日：終日急行運転実施のため、上本町三丁目停留場と上本町五丁目停留場を統合して上本町四丁目停留場を設置。上本町七丁目停留場、上本町八丁目停留場、天王寺椎寺町停留場を廃止。
- 1946年（昭和21年）10月1日：天王寺椎寺町停留場復活。
- 1947年（昭和22年）7月25日：上本町八丁目停留場復活。
- 1952年（昭和27年）5月1日：上本町八丁目停留場を移設（-0.1km）
- 1968年（昭和43年）12月18日：全線廃止。

## 駅一覧
- 1959年（昭和34年）7月当時。
- 括弧書き（背景色がグレー）の駅は廃止・休止駅。

| 停留場名               | 読み                       | キロ程 | 接続路線                                                                          | 廃止日       |
| ---------------------- | -------------------------- | ------ | --------------------------------------------------------------------------------- | ------------ |
| 上本町二丁目停留場     | うえほんまちにちょうめ     | 0.0    | 大阪市電：大手前上本町線、玉造線                                                  |              |
| （上本町三丁目停留場） | うえほんまちさんちょうめ   | 0.3    |                                                                                   | 1944年6月1日 |
| 上本町四丁目停留場     | うえほんまちよんちょうめ   | 0.5    |                                                                                   |              |
| （上本町五丁目停留場） | うえほんまちごちょうめ     | 0.7    |                                                                                   | 1944年6月1日 |
| 上本町六丁目停留場     | うえほんまちろくちょうめ   | 1.0    | 大阪市電：九条高津線、上本町下味原町線 近畿日本鉄道：大阪線、奈良線(大阪上本町駅) |              |
| （上本町七丁目停留場） | うえほんまちななちょうめ   | 1.2    |                                                                                   | 1944年6月1日 |
| 上本町八丁目停留場     | うえほんまちはっちょうめ   | 1.4    |                                                                                   |              |
| 上本町九丁目停留場     | うえほんまちきゅうちょうめ | 1.9    |                                                                                   |              |
| 天王寺椎寺町停留場     | てんのうじしいでらちょう   | 2.4    |                                                                                   |              |
| 天王寺西門前停留場     | てんのうじさいもんまえ     | 2.8    | 大阪市電：西道頓堀天王寺線、天王寺大道線、天王寺阿倍野線                          |              |

## 系統
- 4・14号系統が走っていた。

## バス路線
- 現在は62号系統のバスが走っている。[1]